# Cydalise et le Chèvre-pied
Cydalise et le Chèvre-pied est un ballet en deux actes et trois tableaux de Gabriel Pierné, sur un argument de Robert de Flers et Gaston Arman de Caillavet, créé le 15 janvier 1923 à l'Opéra de Paris  (direction Jacques Rouché). 
Les rôles principaux étaient tenus par Carlotta Zambelli et Albert Aveline. La chorégraphie était de Léo Staats, les décors et costumes de Maxime Dethomas et la direction musicale de Camille Chevillard.
La soirée était complétée par Pagliacci (Paillasse), opéra en deux actes de Ruggero Leoncavallo, avec Fanny Heldy, Fernand Ansseau, Rouart, Teissié et Soria, sous la direction d'Henri Büsser.

## Argument
Dans le parc du château de Versailles à la nuit tombée, les divinités des eaux et des bois (dryades, hamadryades, faunes, égipans et nymphes) mêlent leurs danses que vient troubler le jeune chèvre-pied Styrax. Ses facéties lui valent d'être attaché à un arbre par ses compagnons malgré les suppliques de la nymphe Mnésilla, qui l'aime en secret. Il parvient à se libérer quand passe la voiture d'une troupe de danseurs venus représenter devant le roi Louis XIV une comédie-ballet, La Sultane des Indes. Styrax tombe aussitôt amoureux de la première ballerine, Cydalise, et décide de la suivre, caché dans une malle à costumes.
Styrax se mêle à la représentation et séduit Cydalise qui a le temps de lui offrir la rose qu'elle porte à son corsage avant qu'il ne soit chassé par les partenaires jaloux de la ballerine. Seule dans sa chambre, Cydalise ne parvient pas à s'intéresser aux billets doux de ses admirateurs, son esprit étant trop occupé par l'inconnu qui a troublé la représentation et son cœur. Sur un air de flûte, Styrax apparaît à la fenêtre. Les amants entament un pas de deux mais l'aube sonne bientôt l'heure de la séparation. Afin de rendre celle-ci moins pénible, Styrax endort Cydalise à l'aide d'une branche de pavots et lui donne un dernier baiser avant de rejoindre les bois.

## Distribution de la création
- Carlotta Zambelli : Cydalise
- Albert Aveline : Styrax
- Mlle de Craponne : Mnésilla
- Mlle Delsaux : la Source
- Yvonne Franck : la gouvernante des nymphes
- Maria Lopez : le négrillon
- MM. Férouelle, Paul Baron, Péricat, Marionno, Chatel, Denizart, Cuvelier (ballet)
- Mmes Roselly, Lorcia, S. Dauwe, Cébron, Simoni  (ballet)
- Mlles Haramboure, Marilliet, Dubois-Lauger, Courso : quatuor vocal
- Chœur et orchestre de l'Opéra de Paris sous la direction de Camille Chevillard
- Chorégraphie : Léo Staats
- Décors et costumes : Maxime Dethomas, exécutés par Georges Mouveau (décors) et Mme Muelle (costumes)

Sources ,,:

## Numéros musicaux

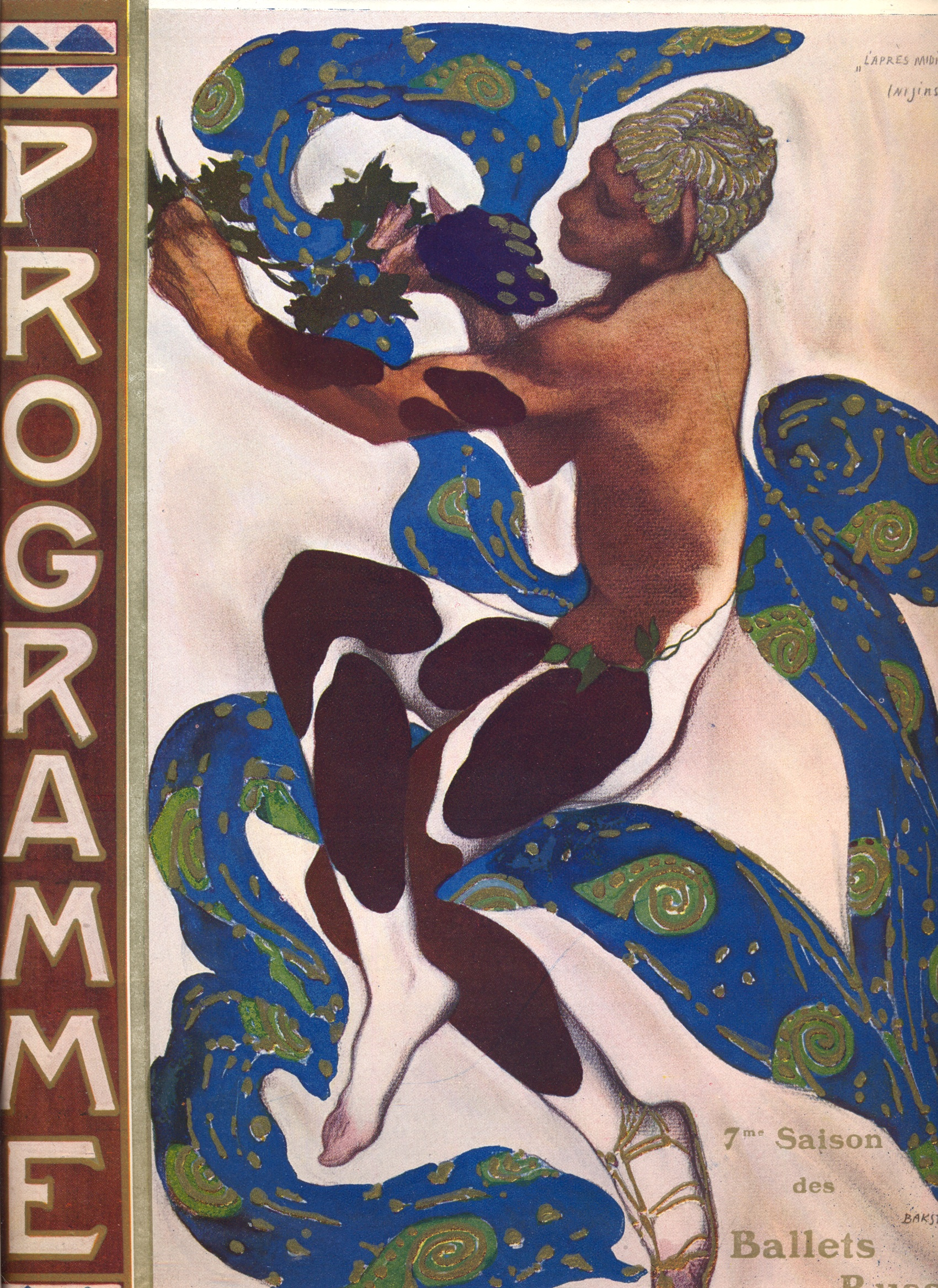
Affiche de Leon Bakst pour L'Après-midi d'un faune (1912)

### Acte I
1er tableau
- Introduction
- Danse des Dryades
- Apparition de la Source
- L'École des Ægipans
- La Leçon de flûte de Pan
- L'École des Nymphes
- La Leçon de danse
- Scène
- Styrax

### Acte II
2e tableau
- Entrée des danseurs
- Entrée de Styrax
- Entrée de Cydalise
- Ballet La Sultane des Indes
  - Entrée
  - Pantomime
  - Pas des Apothicaires
  - Danse des Esclaves
  - Variations de Cydalise
  - Final du Ballet
- Danse de Styrax

3e tableau
- Entrée de Cydalise
- Entrée des Suivantes
- Pas des billets doux
- Entrée de Styrax et danse
- Final

## Commentaire
Le sujet et le traitement musical rappellent le Prélude à l'après-midi d'un faune de Claude Debussy qui avait inspiré à Vaslav Nijinski son célèbre ballet en 1912.
L'extrait Entrée des petits faunes avait été sélectionné courant septembre 1938 pour illustrer une séquence du long métrage d'animation Fantasia,, des studios Disney, mais fut écarté en janvier 1939 au profit de la Symphonie Pastorale de Ludwig van Beethoven, plus énergique,.

## Suites d'orchestre
Pierné a tiré deux suites d'orchestre de son ballet. La première suite fut jouée à la Société des concerts du Conservatoire le 24 octobre 1926, sous la direction de Philippe Gaubert ; elle comporte les principaux épisodes des 1er et 2e tableaux. La seconde suite, plus courte, fut créée aux Concerts Colonne le 6 novembre suivant, sous la direction du compositeur. Ses thèmes sont empruntés au 3e tableau.

## Discographie
- 1976 : Suites d'orchestre nos 1 et 2 (+ Ramuntcho, drame de Pierre Loti), Orchestre du Théâtre National de l'Opéra de Paris, Jean-Baptiste Mari (dir.) - EMI Classics (rééd.1992)
- 2001 : Cydalise et le Chèvre-pied, Collège vocal de la cathédrale de Metz, Orchestre philharmonique du Luxembourg, David Shallon (dir.) – Timpani (1er enregistrement intégral mondial)